# Piedra Blanca, La Reforma
Piedra Blanca är en ort i Mexiko.   Den ligger i kommunen La Reforma och delstaten Oaxaca, i den sydöstra delen av landet, 300 km söder om huvudstaden Mexico City. Piedra Blanca ligger 1 091 meter över havet och antalet invånare är 113.
Terrängen runt Piedra Blanca är kuperad åt nordväst, men åt sydost är den bergig. Runt Piedra Blanca är det glesbefolkat, med 10 invånare per kvadratkilometer. Närmaste större samhälle är Buena Vista, 4,7 km sydost om Piedra Blanca. I omgivningarna runt Piedra Blanca växer i huvudsak städsegrön lövskog.